# Mrs. Black Is Back
Mrs. Black Is Back è un film muto del 1914 diretto da Thomas N. Heffron (con il nome T.N. Heffron).
L'originale Mrs. Black Is Back, una farsa teatrale in tre atti di George V. Hobart, fu portata sulle scene di Broadway il 7 novembre 1904 dalla stessa May Irwin che non solo ne fu l'interprete principale, ma anche la produttrice, oltre a scrivere parte delle musiche dello spettacolo.

## Trama
L'ingenuo professor Black crede che la moglie, una vedova con la quale si è appena sposato, abbia solo 29 anni e sia madre di un bambino. In realtà, la corpulenta signora, di anni ne ha quaranta e Jack, il "bambino", è un giovanotto scansafatiche. I problemi per la signora non mancano: cercando di perdere peso, si è presa un istruttore, Tom Larkey, che riesce a farla ingrassare ancora di più. Il marito, aspettando l'arrivo del "piccolo" Jack, gli ha comperato tutta una serie di giocattoli. La signora, non avendo il coraggio di confessare la verità, quando arriva il figlio lo veste in abiti femminili e gli impiastriccia il volto di nerofumo, spacciandolo per la cuoca nera. In queste vesti, Jack incontra l'ex fidanzata Priscilla, figlia della precedente moglie di Black. La mascherata non può più reggere e la signora Black, dopo aver raccontato dei suoi imbrogli, scappa di casa. Solo per finire coinvolta in un incidente automobilistico.
Ritornata dal marito con le pive nel sacco, viene perdonata e riconquista l'amore di Black e anche quello del figlio Jack.

## Produzione
Il film fu prodotto dalla Famous Players Film Company. Venne girato in esterni nella residenza estiva di May Irwin a Thousand Islands, St. Lawrence River, nello stato di New York su sua richiesta.

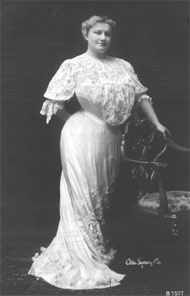
Cartolina pubblicitari: May Irwin nella commedia Mrs Black is Back (1904)

### Cast
May Irwin (1862-1938) fu un'attrice canadese, star del vaudeville. Girò solo due film (questo è il secondo e ultimo), ma entrò nella storia del cinema per essere stata protagonista insieme a John C. Rice del primo bacio sullo schermo, filmato da Thomas Edison nel 1896 e distribuito con il titolo The Kiss.

## Distribuzione
Distribuito dalla Paramount Pictures, il film - presentato da Daniel Frohman - uscì nelle sale cinematografiche USA il 30 novembre 1914.